# 국제 럭비리그 연맹
국제 럭비리그 연맹(International Rugby League, IRL)은 럭비리그 종목을 총괄하는 국제 스포츠 행정 기구이다.

## 회원국
| 국가                                                                  | 협회                                | 코드 | 대륙          | 설립 | 가맹   | 비고     |
| --------------------------------------------------------------------- | ----------------------------------- | ---- | ------------- | ---- | ------ | -------- |
| 가나                                                                  | 가나 럭비리그 연맹                  | GHA  | 중동 아프리카 |      | 2020년 | 준회원국 |
| 그리스                                                                | 그리스 럭비리그 연맹                | GRE  | 유럽          |      | 2018년 | 준회원국 |
| 나이지리아                                                            | 나이지리아 럭비리그 협회            | NGR  | 중동 아프리카 |      | 2020년 | 준회원국 |
| 남아프리카 공화국                                                     | 남아프리카 럭비리그 협회            | RSA  | 중동 아프리카 |      | 1998년 |          |
| 네덜란드                                                              | 네덜란드 럭비리그 연맹              | NED  | 유럽          |      | 2017년 | 준회원국 |
| 노르웨이                                                              | 노르웨이 럭비리그 연맹              | NOR  | 유럽          |      | 2011년 | 준회원국 |
| 뉴질랜드                                                              | 뉴질랜드 럭비리그 연맹              | NZL  | 아시아 태평양 |      | 1998년 |          |
| 덴마크                                                                | 덴마크 럭비리그 연맹                | DEN  | 유럽          |      | 2011년 | 참관국   |
| 독일                                                                  | 독일 국가 럭비리그 연맹             | GER  | 유럽          |      | 2017년 | 준회원국 |
| 라트비아                                                              | 라트비아 럭비리그 연맹              | LAT  | 유럽          |      | 2008년 | 참관국   |
| 러시아                                                                | 러시아 럭비리그 협회                | RUS  | 유럽          |      | 2013년 |          |
| 레바논                                                                | 레바논 럭비리그 연맹                | LBN  | 중동 아프리카 |      | 2012년 |          |
| 리비아                                                                | 리비아 럭비리그 협회                | LBA  | 중동 아프리카 |      | 2019년 | 참관국   |
| 모로코                                                                | 모로코 럭비리그 연맹                | MAR  | 중동 아프리카 |      | 2021년 | 준회원국 |
| 몬테네그로                                                            | 몬테네그로 럭비리그 연맹            | MNE  | 유럽          |      | 2021년 | 참관국   |
| 몰타                                                                  | 몰타 럭비리그 연맹                  | MLT  | 유럽          |      | 2013년 | 준회원국 |
| 미국                                                                  | 미국 럭비리그 협회                  | USA  | 아메리카      |      | 2015년 | 준회원국 |
| 바누아투                                                              | 바누아투 럭비리그 연맹              | VAN  | 아시아 태평양 |      | 2011년 | 참관국   |
| 벨기에                                                                | 벨기에 럭비리그 협회                | BEL  | 유럽          |      | 2013년 | 참관국   |
| 보스니아 헤르체고비나                                                 | 보스니아 헤르체고비나 럭비리그 연맹 | BIH  | 유럽          |      | 2018년 | 참관국   |
| 부룬디                                                                | 부룬디 럭비리그 연맹                | BDI  | 중동 아프리카 |      | 2016년 | 참관국   |
| 불가리아                                                              | 불가리아 럭비리그 연맹              | BUL  | 유럽          |      | 2017년 | 참관국   |
| 브라질                                                                | 브라질 럭비리그 연맹                | BRA  | 아메리카      |      | 2019년 | 준회원국 |
| 사모아                                                                | 사모아 럭비리그 연맹                | SAM  | 아시아 태평양 |      | 1998년 |          |
| 사우디아라비아                                                        | 사우디아라비아 럭비리그 협회        | KSA  | 중동 아프리카 |      | 2013년 | 참관국   |
| 세르비아                                                              | 세르비아 럭비리그 연맹              | SRB  | 유럽          |      | 2012년 |          |
| 솔로몬 제도                                                           | 솔로몬 제도 럭비리그 연맹           | SOL  | 아시아 태평양 |      | 2011년 | 참관국   |
| 스웨덴                                                                | 스웨덴 럭비리그 협회                | SWE  | 유럽          |      | 2011년 | 참관국   |
| 스코틀랜드                                                            | 스코틀랜드 럭비리그 연맹            |      | 유럽          |      | 2011년 |          |
| 스페인                                                                | 스페인 럭비리그 협회                | ESP  | 유럽          |      | 2015년 | 준회원국 |
| 시에라리온                                                            | 시에라리온 럭비리그 연맹            | SLE  | 중동 아프리카 |      |        | 참관국   |
| 아르헨티나                                                            | 아르헨티나 럭비리그 연맹            | ARG  | 아메리카      |      |        | 승인대기 |
| [[파일:{{{국기그림-럭비리그}}}\|22x20px\|border \|아일랜드]] 아일랜드 | 아일랜드 럭비리그 연맹              | IRL  | 유럽          |      | 2011년 |          |
| 알바니아                                                              | 알바니아 럭비리그 연맹              | ALB  | 유럽          |      | 2018년 | 참관국   |
| 에티오피아                                                            | 에티오피아 럭비리그 연맹            | ETH  | 중동 아프리카 |      | 2014년 | 참관국   |
| 엘살바도르                                                            | 엘살바도르 럭비리그 협회            | ESA  | 아메리카      |      | 2021년 | 참관국   |
| 오스트레일리아                                                        | 오스트레일리아 럭비리그 위원회      | AUS  | 아시아 태평양 |      | 1998년 |          |
| 우크라이나                                                            | 우크라이나 럭비리그 연맹            | UKR  | 유럽          |      | 2013년 |          |
| 웨일스                                                                | 웨일스 럭비리그 연맹                |      | 유럽          |      | 2010년 |          |
| 이탈리아                                                              | 이탈리아 럭비리그 연맹              | ITA  | 유럽          |      | 2017년 |          |
| 일본                                                                  | 일본 럭비리그 연맹                  | JPN  | 아시아 태평양 |      | 2021년 | 참관국   |
| 잉글랜드                                                              | 잉글랜드 럭비리그 연맹              |      | 유럽          |      | 1998년 |          |
| 자메이카                                                              | 자메이카 럭비리그 연맹              | JAM  | 아메리카      |      | 2013년 |          |
| 조지아                                                                | 조지아 럭비리그 연맹                | GEO  | 유럽          |      |        | 승인대기 |
| 체코                                                                  | 체코 럭비리그 협회                  | CZE  | 유럽          |      | 2011년 | 준회원국 |
| 칠레                                                                  | 칠레 럭비리그 연맹                  | CHI  | 아메리카      |      | 2018년 | 준회원국 |
| 카메룬                                                                | 카메룬 럭비리그 연맹                | CMR  | 중동 아프리카 |      | 2021년 | 준회원국 |
| 캐나다                                                                | 캐나다 럭비리그 협회                | CAN  | 아메리카      |      | 2013년 | 준회원국 |
| 케냐                                                                  | 케냐 럭비리그 연맹                  | KEN  | 중동 아프리카 |      |        | 참관국   |
| 콜롬비아                                                              | 콜롬비아 럭비리그 연맹              | COL  | 아메리카      |      | 2020년 | 참관국   |
| 콩고 민주 공화국                                                      | 콩고 민주 공화국 럭비리그 연맹      | COD  | 중동 아프리카 |      | 2015년 | 참관국   |
| 쿡 제도                                                               | 쿡 제도 럭비리그 협회               | COK  | 아시아 태평양 |      | 1998년 |          |
| 튀르키예                                                              | 튀르키예 럭비리그 협회              | TUR  | 유럽          |      | 2018년 | 준회원국 |
| 트리니다드 토바고                                                     | 트리니다드 토바고 럭비리그 협회     | TTO  | 아메리카      |      |        | 참관국   |
| 파푸아뉴기니                                                          | 파푸아뉴기니 럭비리그 연맹          | PNG  | 아시아 태평양 |      | 1998년 |          |
| 팔레스타인                                                            | 팔레스타인 럭비리그 협회            | PLE  | 중동 아프리카 |      | 2014년 | 참관국   |
| 폴란드                                                                | 폴란드 럭비리그 연맹                | POL  | 유럽          |      | 2017년 | 참관국   |
| 프랑스                                                                | 프랑스 럭비리그 연맹                | FRA  | 유럽          |      | 1998년 |          |
| 피지                                                                  | 피지 국가 럭비리그 연맹             | FIJ  | 아시아 태평양 |      | 1998년 |          |
| 필리핀                                                                | 필리핀 국가 럭비리그 연맹           | PHI  | 아시아 태평양 |      | 2021년 | 참관국   |
| 헝가리                                                                | 헝가리 럭비리그 연맹                | HUN  | 유럽          |      | 2013년 | 참관국   |

## 참고 문헌
- “MEMBER NATIONS”. 국제 럭비리그 연맹.
- “OBSERVERS”. 국제 경기 연맹 총연합회.

## 같이 보기
- 럭비리그